# 中由美子
中 由美子（なか ゆみこ、1948年 - 2022年11月1日）は、日本の中国児童文学者。

## 略歴
1948年、長崎県生まれ。程瑋『フランスから来た転校生』(佑学社、1988年)出版以降、本格的に中国語圏の児童文学、絵本を翻訳するようになる。
1989年、日中児童文学美術交流センターの設立に参画し、理事となり、のちに副会長にもなった。温厚で親しみやすい人柄と中国語能力の高さから中国と日本の子どもの本の関係者からの信頼も厚く、双方をつなぐ窓口的な役割を果たす。
主な訳著に 陳丹燕 『ある15歳の死』(福武書店、1990年)、李潼『カバランの少年』(てらいんく、1998年)、曹文軒『サンサン』(てらいんく、2002年)等多数。近年は秦文君『あたしは花ムーラン』(樹立社、2020年)など中国語圏の絵本を精力的に翻訳紹介していた。
遺作は『小学館世界J文学館』(2022年11月)収録の曹文軒「トンボの眼~フランスから来たおばあちゃま」(電子書籍)。